# 格雷羅州
格雷羅州（西班牙語：Guerrero）是墨西哥南部的一個州，南臨太平洋。